# Acrophylla wuelfingi
Acrophylla wuelfingi is een insect uit de orde Phasmatodea en de  familie Phasmatidae. De wetenschappelijke naam van deze soort is voor het eerst geldig gepubliceerd in 1908 door Redtenbacher.
1. ↑  (en) Acrophylla wuelfingi op de IUCN Red List of Threatened Species.